# Feketeszárnyú seregély
A feketeszárnyú seregély (Acridotheres melanopterus) a madarak (Aves) osztályának verébalakúak (Passeriformes) rendjébe, ezen belül a seregélyfélék (Sturnidae) családjába tartozó faj.

## Rendszerezése
A fajt Francois Marie Daudin francia zoológus írta le 1800-ban, a Gracula nembe Gracula melanoptera néven. Sorolták a Sturnus nembe Sturnus melanopterus néven is.

## Alfajai
- Acridotheres melanopterus melanopterus (Daudin, 1800)
- Acridotheres melanopterus tertius (Hartert, 1896)
- Acridotheres melanopterus tricolor (Horsfield, 1821)[2]

## Előfordulása
Indonéziához tartozó Jáva, Bali és Lombok szigetein és Szingapúr területén honos. 
Természetes élőhelyei a szubtrópusi vagy trópusi száraz erdők, szavannák és cserjések, valamint legelők és szántóföldek. Állandó, nem vonuló faj.

## Megjelenése
Testhossza 23 centiméter.

## Természetvédelmi helyzete
Az elterjedési területe nagyon kicsi, egyedszáma 150-190 példány közötti és csökken. A Természetvédelmi Világszövetség Vörös listáján veszélyeztetett fajként szerepel. Főleg a vadbefogás veszélyezteti.
Összehangolt tenyésztéssel próbálják meg megmenteni a fajt a teljes kipusztulástól. Európában az Európai Állatkertek és Akváriumok Szövetsége felügyelete alá tartozó Európai Veszélyeztetett Fajok Programja (EEP) keretében tenyésztik a faj egyedeit.